# Josep Martínez Llobet
Josep Martínez Llobet   (Barcelona, 1 de maig de 1895 - Barcelona, 20 de març de 1971) fou un remer català que va competir durant la dècada de 1920.
Membre del Reial Club Marítim de Barcelona, el 1924 va prendre part en els Jocs Olímpics de París, on disputà la prova del vuit amb timoner del programa de rem. En ella quedà eliminat en sèries. El 1921 es proclamà campió d'Espanya en la modalitat de quatre amb timoner i el 1924 en la de vuit amb timoner. Presidí la Federació Espanyola de Rem (1932).